# Carex lativena
Carex lativena är en halvgräsart som beskrevs av Stanley D. Jones och G.D.Jones. Carex lativena ingår i släktet starrar, och familjen halvgräs. Inga underarter finns listade i Catalogue of Life.